# Чилкут-Вінтон (Каліфорнія)
Чилкут-Вінтон (англ. Chilcoot-Vinton) — переписна місцевість (CDP) в США, в окрузі Плумас штату Каліфорнія. Населення — 446 осіб (2020).

## Географія
Чилкут-Вінтон розташований за координатами 39°48′24″ пн. ш. 120°8′20″ зх. д. / 39.80667° пн. ш. 120.13889° зх. д. (39.806744, -120.138859).  За даними Бюро перепису населення США в 2010 році переписна місцевість мала площу 34,21 км², уся площа — суходіл.

### Клімат
| Клімат : Чилкут-Вінтон  | Клімат : Чилкут-Вінтон | Клімат : Чилкут-Вінтон | Клімат : Чилкут-Вінтон | Клімат : Чилкут-Вінтон | Клімат : Чилкут-Вінтон | Клімат : Чилкут-Вінтон | Клімат : Чилкут-Вінтон | Клімат : Чилкут-Вінтон | Клімат : Чилкут-Вінтон | Клімат : Чилкут-Вінтон | Клімат : Чилкут-Вінтон | Клімат : Чилкут-Вінтон | Клімат : Чилкут-Вінтон |
| Показник                | Січ.                   | Лют.                   | Бер.                   | Квіт.                  | Трав.                  | Черв.                  | Лип.                   | Серп.                  | Вер.                   | Жовт.                  | Лист.                  | Груд.                  | Рік                    |
| Абсолютний максимум, °C | 18,3                   | 18,9                   | 23,3                   | 27,8                   | 31,7                   | 37,2                   | 37,8                   | 35,6                   | 33,9                   | 32,8                   | 22,8                   | 17,2                   | 37,8                   |
| Середній максимум, °C   | 6,1                    | 7,5                    | 10,8                   | 14,4                   | 18,7                   | 24,4                   | 30,1                   | 29,8                   | 27,1                   | 18,2                   | 11,9                   | 5,1                    | 17,0                   |
| Середній мінімум, °C    | −6,1                   | −6,2                   | −3,2                   | −2                     | 0,2                    | 4,2                    | 6,5                    | 5,7                    | 2,9                    | 0,1                    | −4,2                   | −8,6                   | −0,9                   |
| Абсолютний мінімум, °C  | −20                    | −20,6                  | −16,1                  | −13,9                  | −10                    | −5                     | −2,2                   | −2,2                   | −6,7                   | −11,1                  | −22,2                  | −26,7                  | −26,7                  |
| Норма опадів, мм        | 57                     | 45                     | 40                     | 21                     | 23                     | 17                     | 8                      | 9                      | 11                     | 24                     | 38                     | 56                     | 349                    |
| Днів з опадами          | 8                      | 7                      | 8                      | 6                      | 6                      | 4                      | 2                      | 2                      | 2                      | 4                      | 6                      | 7                      | 62,0                   |
| ----------------------- | ---------------------- | ---------------------- | ---------------------- | ---------------------- | ---------------------- | ---------------------- | ---------------------- | ---------------------- | ---------------------- | ---------------------- | ---------------------- | ---------------------- | ---------------------- |
| Джерело: WRCC           |                        |                        |                        |                        |                        |                        |                        |                        |                        |                        |                        |                        |                        |

## Демографія
Згідно з переписом 2010 року, у переписній місцевості мешкали 454 особи в 196 домогосподарствах у складі 123 родин. Густота населення становила 13 особи/км².  Було 248 помешкань (7/км²).
Расовий склад населення:
| - 92,1 % — білих - 0,9 % — корінних американців - 0,2 % — чорних або афроамериканців - 0,2 % — азіатів - 2,0 % — осіб інших рас |

До двох чи більше рас належало 4,6 %. Частка іспаномовних становила 8,4 % від усіх жителів.
За віковим діапазоном населення розподілялося таким чином: 20,0 % — особи молодші 18 років, 65,2 % — особи у віці 18—64 років, 14,8 % — особи у віці 65 років та старші. Медіана віку мешканця становила 45,6 року. На 100 осіб жіночої статі у переписній місцевості припадало 113,1 чоловіків;  на 100 жінок у віці від 18 років та старших — 109,8 чоловіків також старших 18 років.
Цивільне працевлаштоване населення становило 16 осіб. Основні галузі зайнятості: транспорт — 100,0 %.